# أكونادي (أسطورة)
أكونادي (بالإنجليزية: Akonadi)‏ في الأساطير الأفريقية وفي ميثولوجيا غانا أكونادي هي ربة العدالة. وتسمى أيضا، أكوناندي Akonandi وهي إلهة النبوءات في غانا وغرب أفريقيا، وهي مشهورة في المنطقة المحيطة بأكرا، حيث يوجد لديها معبد للتنبوءات. وينظر إليها على أنها إلهة العدالة وحامية للنساء.

## الأسطورة
يتم سرد قصة توضح دورها كإلهة للعدالة وتحمي النساء والأطفال: جاء ثلاثة أخوة إلى ضريح أكونادي وطلبوا النصيحة لأنه كان هناك العديد من الوفيات في أسرهم. أخبرتهم أن يذهبوا إلى منزل جدتهم، حيث سيجدون أشياء مسروقة، لأن الجدة كانت تعمل مع مجموعة من اللصوص. ذهب الأخوان حسب الأصول إلى المنزل حيث وجدوا صندوقًا معدنيًا به أشياء ثمينة تحت سرير جدتهما. أحضروا الصندوق إلى الإلهة. إذا لم تعد المواد المسروقة في منزلهم فلن يكون هناك المزيد من الوفيات. بعد ذلك بفترة وجيزة جاء رجلان إلى الإلهة وأعلن أنه تم سرقة صندوق من الأشياء الثمينة من ممتلكات والدتهما، وسأل عما إذا كانت الإلهة تعرف من هم اللصوص. أعطت كاهنتها إجابتها، أن الصندوق كان في الضريح، وعلى الرغم من أنهم كانوا موضع ترحيب لأخذه، فقد نصحوا بتركه حتى يمكن استخدامه في الأعمال الخيرية للنساء والأطفال الفقراء. ومع معرفة مقدار المعاناة التي سببها صندوق الكنز، اختار الرجال تركه مع الإلهة لتوزيعه على المحتاجين.